# Mérion ravissant
Malurus amabilis
Espèce
Statut de conservation UICN

 LC  : Préoccupation mineure
Le Mérion ravissant (Malurus amabilis) est une espèce de passereaux de la famille des Maluridae.

## Répartition et habitat
Il est endémique à la péninsule du cap York.
Il habite les forêts (sèches ou humides) des régions tropicales et subtropicales.